# Sylvia Speller
Sylvia Speller (* 17. Juni 1967 in Haren) ist eine deutsche Physikerin und Professorin für Oberflächen- und Grenzflächenphysik an der Universität Rostock.

## Leben
Speller legte 1986 ihr Abitur in Haren ab und absolvierte von 1986 bis 1992 ein Diplomstudium in Physik. Sie wurde 1995 an der Universität Osnabrück über die Struktur von Metall-Einkristall-Oberflächen auf atomarer Ebene zum Dr. rer. nat. promoviert, wo sie sich 2002 nach Forschungsaufenthalten u. a. in Leuven, Eindhoven und Wisconsin auch habilitierte.
2001 übernahm sie (als damals jüngste Professorin für Physik in den Niederlanden) einen Lehrstuhl für Experimentelle Physik an der Radboud-Universität Nijmegen, wo sie auch Direktorin des NanoLab Nijmegen, eines Zentrums für den Wissenstransfer zwischen Wissenschaft und Industrie im Bereich der Nanotechnologie, war. 2012 wurde sie zur Universitätsprofessorin für „Oberflächen- und Grenzflächenphysik“ an der Mathematisch-Naturwissenschaftlichen Fakultät der Universität Rostock ernannt und war damit die erste Experimentalphysik-Professorin an dieser Universität.
Speller ist auch Gründerin und Leiterin des Steinbeis-Technologietransferzentrums NanoLab in Stäbelow.

## Publikationen (Auswahl)
- B. Hulsken, R. van Hameren, J.W. Gerritsen, T. Khoury, P. Thordarson, M.J. Crossley, A.E. Rowan, R.J.M. Nolte, J.A.A.W. Elemans, S. Speller: Real-time single-molecule imaging of oxidation catalysis at a liquid-solid interface. In: Nature Nanotechnology. Band 2, 2007, S. 285.